# 美因河畔苏尔茨费尔德
美因河畔苏尔茨费尔德是德国巴伐利亚州的一个市镇。总面积7.68平方公里，总人口1255人，其中男性626人，女性629人（2011年12月31日），人口密度163人/平方公里。